# B.O.B. (videogioco)
B.O.B. (conosciuto in Giappone come Space Funky B.O.B.) è un videogioco del 1993, sviluppato dalla canadese Gray Matter e Foley Hi-Tech Systems e pubblicato dalla Electronic Arts.
È sia uno sparatutto sia videogioco a piattaforme ed è disponibile per Super Nintendo Entertainment System e Sega Mega Drive/Genesis.
Nell'agosto 2006 GameSpot constatò che l'Electronic Arts avrebbe convertito B.O.B. per PlayStation Portable come parte della collezione EA Replay, è uscito in Nord America nel 2006.

## Trama
Quando B.O.B. scaraventa la navicella del padre durante il tragitto percorso per raggiungere l'appuntamento con la fidanzata, si trova in un asteroide colmo di nemici. Collezionando potenziamenti occasionali e sfruttando i propri riflessi fulminei, B.O.B. cerca di uscire dal pianeta e tornare dalla propria famiglia, lungo quarantacinque livelli, numerosi boss e anche corse a tempo contro navicelle aliene.

## Modalità di gioco
Ci sono numerose armi, munizioni e accessori - incluso un pugno quando i proiettili sono terminati oppure li si vuole conservare. Il tempo limite obbliga il giocatore, in ogni livello, ad essere più svelto possibile.
B.O.B. usa lo stesso motore di gioco di Wayne's World, sempre dalla Gray Matter, simile in molti aspetti.